# Myšák hnědokřídlý
Myšák hnědokřídlý (Colius striatus) je pták z řádu myšáci, endemický pro Afriku, který dorůstá velikosti mezi 30 až 40 cm o hmotnosti 45 až 75 g. Jeho výskyt je rozšířen převážně v oblasti střední, východní a jižní Afriky, kde obývá tropické lesy, deštné lesy, louky, slatiny, vřesoviště, pole a křovinaté plochy, městská sídliště, parky, či zahrady. Na zimu nemigruje, obývá stále stejnou oblast. Rozdíly mezi jednotlivými pohlavími nejsou. Řadí se mezi zranitelné druhy.

## Popis
Buclatý pták, dlouhý ocas z úzkých, tuhých per, robustní hlava, měkká chocholka, krátký, tlustý, dolů zahnutý zobák. Převážně hnědý a šedý, slabé proužkování a skvrnění na křídlech, krku a hrdle. Nohy a prsty jsou červené, horní čelist zobáku je tmavošedá až načernalá, dolní čelist je světle šedá.

## Chování
Jako ostatní myšáci tvoří často skupiny po 4-20 ptácích, zejména párů a menšího počtu nedospělých jedinců, kteří spí spolu namačkáni k sobě v chumáči visícím na větvi. Vzájemně si čistí peří a dokonce poskytují potravu. Bývají považováni za zemědělské škůdce a jsou pak často v zahradách a na zemědělsky využívaných plochách úplně vyhubeni.